# DisneyMania 2
DisneyMania 2 è il secondo album discografico della serie DisneyMania, pubblicato nel 2004.

## Tracce
1. Welcome - Jump5
2. True to Your Heart - Raven
3. It's a Small World - Baha Men
4. He's a Tramp - The Beu Sisters
5. Zip-a-Dee-Doo-Dah - Stevie Brock
6. The Siamese Cat Song - Hilary Duff & Haylie Duff
7. Circle of Life - Disney Channel Circle of Stars
8. A Whole New World - LMNT
9. Once upon a Dream - No Secrets
10. Anytime You Need a Friend - The Beu Sisters
11. The Second Star to the Right - Jesse McCartney
12. When You Wish Upon a Star - Ashley Gearing
13. A Dream Is a Wish Your Heart Makes - Daniel Bedingfield
14. Baroque Hoedown - They Might Be Giants
15. I Wan'na Be Like You - Nikki Webster